# Crouching Tiger, Hidden Dragon (képregény)
A Crouching Tiger, Hidden Dragon (Tigris és sárkány) című képregény egy tizenkét részes képregénysorozat, melyet Andy Seto írt és rajzolt Wang Dulu Crane Iron Pentalogy című műve alapján. A képregénysorozatot 2002 és 2005 között adta ki Hongkongban a Hong Kong Comics Ltd, Amerikában az ázsiai képregényekkel foglalkozó ComicsOne képregénykiadó.
Andy Seto 2001-2002-ben dolgozott sorozaton. Elég nagy nyomást jelentett számára az azonos című mozifilm változat hatalmas sikere, ami ezzel együtt azonban nagy reklámmal is járt számára. Wang Dulu leszármazottjától, Mrs. Wangtól megvásárolta a jogokat, So Man Sing, a párbeszédek írója pekingi helyszíneket kutatott fel a képek valósághűsége miatt, és a Wang család is segítséget nyújtott Seto-nak a képregényváltozat megszületéséhez.
Cselekménye a Crane Iron Pentalogy második kötetétől kezdődik. Az első két rész hűen követi Wang Dulu eredeti történetét, a harmadik részben már vannak módosítások, a negyedik rész pedig a neveket kivéve már teljesen eltér az eredeti eseményektől.